# Пиер Дако
Пиер Дако (на френски: Pierre Daco) е белгийски психолог и психоаналитик.

## Биография
Роден е през 1936 година. Той е ученик на Шарл Бодуен и Карл Юнг, член е на Международния институт по психотерапия и Международната аналитична фондация. Неговите трудове са част от разпространението и посредничество на психологията. Те впечатляват с достъпност на изложението и представляват смесица между аналитична психология и ортодоксалния фройдизъм, макар и освободен частично от своите механистични основи.
Умира през 1992 година в Коксейде на 56-годишна възраст.